# Даная (картина Мабюза)
«Даная» (1527) — картина Мабюза, первое со времён античности воплощение в европейском искусстве мифа о Данае. Экспонируется в Старой пинакотеке города Мюнхена.
По греческой мифологии, Акрисия, царя Аргоса, по предсказанию Дельфийского оракула, ждала смерть от руки сына его дочери Данаи. Опасаясь этого, он приказал заключить Данаю в темницу, но Зевс, пленённый красотой узницы, проник к ней в виде золотого дождя через отверстие в крыше. Так родила она сына Персея, которого по приказу царя заточили вместе с матерью в ящик и бросили в море.
«Даная» Мабюза является самой ранней из известных работ на эту тему. Возникает вопрос — почему художник обратился к этой теме и как он её отобразил на картине. В Нидерландах той эпохи упоминание о Данае не найти. И только в Италии можно увидеть упоминание о Данае в литературных произведениях раннего ренессанса, иногда сопровожаемых небольшими миниатюрами. Неспроста Мабюзу принадлежит слава старейшего из «итальянцев» среди нидерландских художников.
Он также хорошо знаком с итальянской литературой. С 1515 года он подписывает свои работы, как и в случае с данной картиной, латинской формой своего имени. Хорошо знаком он и с итальянской архитектурой. Это доказывает изображенная на картине ниша из мрамора со сверкающими колоннами украшенными утонченными капителями, которые из-за отражаемого света оказывают на смотрящего необычное воздействие.
Пространства между колоннами в стиле южной храмовой архитектуры открыты. Через них видны итальянская постройка с лоджией и балюстрадой, куполообразное строение, справа от него позднеготическая церковь, а на краю слева — средневековый городской дом.
Несмотря на или, быть может, из-за присутствия архитектурных сооружений без всякого ландшафта, всякой зелени, художнику удалось блестяще передать состояние полного одиночества Данаи и придать сцене состояние глубокой интимности.
Даная изображена в виде обворожительной молодой девушки, вожделенно поднявшей кверху свои голубые глаза и спешно пытающейся поймать золотой дождь подолом своего одеяния. Её наряд пришёл в беспорядок, обнажив восхитительные груди, которые в сочетании с положением ног придают сцене яркую эротическую окраску.
Это воздействие обостряется ощущением узости пространства вокруг Данаи, тем самым ещё больше приближая её к наблюдателю. однако прохладная цветовая основа картины сразу сглаживает это впечатление.
Цвета — самое замечательное в этой картине. Очень обдуманно ограничиваются они серо-голубым, на фоне которого золото божественного Зевса, принявшего форму дождя, сияет первозданным блеском.